# Síndrome de Alpers
Síndrome de Alpers, também chamada de doença de Alpers, degeneração neuronal progressiva da infância, poliodistrofia de esclerosa progressiva e poliodistrofia infantil progressiva, é uma doença degenerativa progressiva do sistema nervoso central que acontece nas crianças. É uma desordem autossômica recessiva que às vezes é vista em parentes.

## Sintomas
Os primeiro sinais da doença que inclui ataques apopléticos intratáveis normalmente acontece na infância, depois do primeiro ano de vida, mas às vezes mais tarde, no quinto ano. Sintomas primários da doença são demora no desenvolvimento, retardamento mental progressivo, hipotonia (baixo tom de músculo), espasticidade (dureza dos membros) conduzindo possivelmente a quadriplegia e demência progressiva. Ataques apopléticos podem incluir quantidades contínuas de epilepsia partialis contínua, um tipo de ataque apoplético que consiste em puxões mioclônicos repetidos. Atrofia ótica também pode acontecer, conduzindo freqüentemente a cegueira. Surdez também pode acontecer. E, embora sinais físicos de deficiência orgânica crônica do fígado podem não estar presentes, muitos pacientes sofrem prejuízo no fígado, o que conduz à fracasso uma falência hepática. Enquanto alguns investigadores acreditam que doença de Alpers é causada por um defeito metabólico subjacente, nenhum defeito consistente foi identificado.

## Terapia
Não há nenhuma cura para Síndrome de Alpers e, atualmente, nenhum modo para reduzir a velocidade de sua progressão. A terapia é sintomática e encorajadora. Anticonvulsionantes podem ser usados para tratar os ataques apopléticos. Porém, a precaução deveria ser usada ao selecionar valproate como terapia, pois pode aumentar o risco de falência hepática. Terapia física pode ajudar aliviar espasticidade e manter ou aumentar o tom de músculo.